# II Krajowe Zawody Balonów Wolnych o Puchar im. płk. Aleksandra Wańkowicza
II Krajowe Zawody Balonów Wolnych o Puchar im. płk. Aleksandra Wańkowicza – pierwsze w Polsce zawody balonowe zorganizowane w dniu 19 października 1926 roku. W dniu zawodów po raz pierwszy w Polsce uruchomiono pocztę balonową.

## Historia
Organizatorami I Krajowych Zawodów Balonów Wolnych o Puchar im. płk. Aleksandra Wańkowicza były: Departament IV Żeglugi Powietrznej w Ministerstwie Spraw Wojskowych oraz Okręg Stołeczny LOPP. Regulamin zawodów był  wzorowany na Międzynarodowych Zawodach Balonowych o Puchar im. Gordona Bennetta. Zwycięzcą zostawała załoga balonu, która pokonała jak największą odległość w linii prostej od miejsca startu do miejsca lądowania w granicach kraju.  
W 1926 roku „wielki raid balonów kulistych” zaplanowano na 17 października, miały być ostatnią imprezą w ramach odbywającego się (od 10 października) III Tygodnia Lotniczego. Niestety zła pogoda, ulewny deszcz nie pozwolił na przeprowadzenie zawodów. Odwołano również imprezy towarzyszące. Przełożono je na 19 października. 
Do udziału w zawodach zgłosiło się 15 oficerów, z nich wylosowano 4 pilotów dla balonów: Lwów, Warszawa, Kraków i Poznań. Jako pierwszy o 14:17 wystartował balon Lwów. Wylądował po locie na odległość 172 km we wsi Kleszczele. 
Balon Poznań wystartował jako drugi o godzinie 14:17. Po 5 godzinach we wsi Budy(192 km od Warszawy) lina tzw. wleczka zaczepiła o  pnie drzew. Porucznik Brenk zsunął się po linie, aby ją odczepić. Po czym balon odleciał bez niego. Po przelocie nad Puszczą Białowieska porucznik Jerzy Kowalski wylądował w „leśnictwie Świełocz”.
Balon Kraków wystartował o 14:25. Po starcie wzniósł się na wysokość 1500 m, gdzie napotkał chmury śniegowe. Utrudniły one lot i załoga wylądowała we wsi Kłopoty koło Siemiatycz po 3 godzinach lotu.
Balon Warszawa nie wystartował ponieważ silny wiatr uszkodził mu olinowanie.

## Wyniki
| Zajęte miejsce | Nazwa balonu | Załoga pilot pomocnik pilota                      | Czas lotu | km  | Miejsce lądowania       |
| -------------- | ------------ | ------------------------------------------------- | --------- | --- | ----------------------- |
| 1.             | Poznań       | porucznik Jerzy Kowalski por. Stanisław Brenk     | 7:18      | 192 | Świełocz                |
| 2.             | Lwów         | por. Jan Zakrzewski por. Antoni Janusz            |           | 172 |                         |
| 3.             | Kraków       | por. Władysław Pomaski por. Stefan Nowicki        | 3:00      | 126 | Kłopoty koło Siemiatycz |
| 4.             | Warszawa     | kpt. Zdzisław Szczepański por. Zbigniew Burzyński |           |     | nie wystartował         |

## Nagrody
Zwycięzcą została załoga balonu Poznań. Otrzymała nagrodę przechodnią czyli puchar im płk. Aleksandra Wańkowicza oraz Puchar LOPP jako nagrodę zwykłą. Porucznik Kowalski otrzymał srebrną papierośnicę będącą nagrodą Komitetu Stołecznego LOPP. Przed startem uczestnicy otrzymali od Stanisława Floryanowicza, prezesa Komitetu Stołecznego LOPP, specjalne srebrne odznaki pamiątkowe.

## Poczta balonowa
W 1926 roku po raz pierwszy można było wysłać listy pocztą balonową. Przesyłki opłacone zgodnie z cennikiem należało wysłać na adres urzędu pocztowego WARSZAWA 19. PORT LOTNICZY. Powinny mieć naklejony dodatkowy znaczek o nominale 1 złoty w kolorze różowo–czarnym, na którym umieszczono lecący balon nad Warszawą i napisy: Poczta Balonowa” na górze i  „Zawody Balonów Wolnych ”poniżej oraz datę 17.X.26. Nakład wyniósł 2706 sztuk znaczków ząbkowanych i 330 sztuk nieząbkowanych. Były one sprzedawane wyłącznie w głównym lokalu LOPP w Warszawie, a dochód przeznaczono na propagowanie lotnictwa w Polsce. Przesyłki umieszczono w specjalnych workach i podzielono pomiędzy wszystkie startujące balony: 430 listów dla balonu Poznań, 598 dla balonu Lwów, 419 dla Krakowa i 494 dla Warszawy. Każda przesyłka otrzymała stempel urzędu pocztowego w Warszawie, specjalny stempel okolicznościowy Zawody Balonów Wolnych 17.X. 1926 oraz stempel z nazwą balonu, który list przewoził. Porto pocztowe było kasowane stemplem poczty znajdującej się najbliżej miejsca lądowania balonu. Przesyłki balonu Warszawa zostały skasowane stemplem Urzędu Pocztowego w Warszawie. 